# Маламуд, Карл
Карл Маламуд (англ. Carl Malamud; род. 1959) — американский технолог, писатель, популяризатор идей общественного достояния. Широкую известность получил как основатель некоммерческой организации Public.Resource.Org. Также является основателем компании Internet Multicasting Service, в которой был ответственным за разработку первой интернет-радиостанции, создание онлайн базы данных EDGAR для Комиссии по ценным бумагам и биржам и за разработку сайта Internet 1996 World Exposition. Автор девяти книг, таких как Exploring the Internet and A World’s Fair и множества публикаций.
Карл Маламуд являлся профессором MIT Media Laboratory, был членом совета некоммерческой организации Mozilla Foundation, бывший председатель Internet Software Consortium. Он также является соучредителем Invisible Worlds.

## Популяризатор идей общественного достояния
Карл Маламуд основал некоммерческую организацию Public.Resource.Org, которая занимается публикацией документов местных и федеральных органов власти, являющейся общественным достоянием. Благодаря ему были оцифрованы 588 фильмов для Internet Archive and YouTube, опубликованы 5 млн страниц государственных документов минуя отвечающие за распространение информации официальные структуры. Благодаря ему удалось убедить власти штата Орегон не заявлять авторские права на местные законодательные акты и разрешить сложные противоречия при попытках властей штата Калифорния наложить ограничения на распространение первичных юридических документов.
Широкую известность получили проекты Маламуда Law.Gov, FedFlix, Yes We Scan, его юридические противостояния по вопросам свободного распространения информации с компанией C-SPAN и Смитсоновским институтом.
В 2009 году Карл Маламуд выдвинул свою кандидатуру, на должность главы United States Government Publishing Office и попросил общественность поддержать его. Назначение на эту должность проводит лично президент США, но претенденты определяются в ходе публичной кампании. Основной посыл предвыборной кампании Маламуда состоял в возможности «сделать все первичные правовые материалы, произведённые в США, легкодоступными» и применить «принципы распределения больших массивов данных в законодательстве».

В Electronic Frontier Foundation заявили: 
Программа Маламуда честолюбива и впечатляющая. Если Барак Обама назначит его на эту должность, то это будет отличным шагом к выполнению обещания президента ввести «беспрецедентный уровень открытости в правительстве».
В сентябре 2015 года Маламуд опубликовал петицию к правительству Соединённого Королевства, призывая его опубликовать в доступе свободного типа стандарты безопасности Европейского союза при производстве игрушек, за доступ к которым взимается высокая плата и права на использование ограничены.

## Награды
В 2009 году Карл Маламуд был удостоен премии EFF Pioneer Award от Electronic Frontier Foundation за защиту принципов общественного достояния.